# لورا فارينا
لورا فارينا هي كاتِبة وشاعرة كندية، ولدت في 11 مارس 1980.